# Zaccaria di Gerusalemme
Zaccaria (VI secolo – 632) è stato il patriarca di Gerusalemme tra il 609 e il 632 ed è venerato come santo dalla Chiesa ortodossa.

## Biografia
Era presbitero e custode dei sacri vasi della Chiesa di Costantinopoli. Venne eletto Patriarca di Gerusalemme nel 609. Nel 614 fu testimone della desolazione della Palestina, quando Sarbazas, generale del re di Persia Cosroe II, vi entrò con un formidabile esercito e devastò il paese. Gerusalemme cadde sotto le mani dei persiani verso la metà del giugno 614. Gli abitanti vennero deportati al di là del Tigri; Zaccaria fu tra questi e, con esso, una reliquia della Vera Croce chiusa in un astuccio con il suo suggello.  Nel 628 Zaccaria fu rimandato a Gerusalemme da Siroe, figlio e successore di Cosroe. L'anno seguente Eraclio riportò a Gerusalemme la reliquia della croce ridonatagli da Siroe e Zaccaria la ricollocò al proprio posto. Morì nel 632.

## Culto
La Chiesa greca celebra la sua memoria il 21 febbraio.